# Domenico Leone
Domenico Leone (en latín, [Dominicus] Leo) fue un militar del siglo VIII que gobernó la Venecia bizantina con el título de magister militum (c. 737). En obras antiguas su nombre es castellanizado como Domingo León o Dominico León.
Hacia el año 737 el gobernante de Venecia, el dux Orso, fue asesinado durante el transcurso de una revuelta. Tras estos acontecimientos, el exarca de Rávena, la máxima autoridad bizantina en Italia, restableció el sistema de gobierno previo a la implantanción de los duces: a la cabeza del territorio bizantino de la laguna veneciana se encontraría un magister militum de su elección durante un período no superior a un año.
Hacia 727 el dux Orso había sido elegido por los propios venecianos, sin contar con las autoridades bizantinas, durante las revueltas que estallaron en Italia en respuesta a los decretos iconoclastas del emperador León III. Aunque posteriormente Constantinopla concedió a Orso el título de hypatos («cónsul», dignidad con la que el emperador reconocía a ciertos gobernadores provinciales), algunos autores sostienen, por tanto, que la decisión de abandonar la figura del dux nativo para restaurar la figura del magister militum foráneo era una forma de reforzar la autoridad imperial y de disminuir la autonomía local.
Aunque se desconocen datos concretos sobre su etapa de gobierno, se sabe que Leone fue el primer elegido para ocupar esta magistratura, inaugurando así el último período en el que la laguna veneciana fue gobernada por magistri militum. Este período, sin embargo fue breve (c. 737 - c. 742), ya que el poder bizantino en Italia disminuía rápidamente y su autoridad era cada vez más débil.